# Macrodactylus longicollis
Macrodactylus longicollis är en skalbaggsart som beskrevs av Pierre André Latreille 1812. Macrodactylus longicollis ingår i släktet Macrodactylus och familjen Melolonthidae. Inga underarter finns listade i Catalogue of Life.